# Lusnec
Lusnec (znanstveno ime Lathraea squamaria) je zajedavka iz družine pojalnikovk.

## Opis
Lusnec je do 25 cm visoka cvetoča rastlina brez zelenih listov, ki zajeda korenine listnatih dreves, od koder s pomočjo sesalnih korenin črpa življenjske sokove. Korenika rastline lahko tehta več kilogramov. Prvič zacveti približno po desetih letih, cvetovi pa so bele ali rožnate barve. Cveti od marca do maja. Najpogosteje uspeva v vlažnih gozdovih, največkrat pa zajeda leske in jelše, redkeje pa tudi bukve.